# 311 a.C.
Il 311 a.C. (CCCXI a.C. in numeri romani) è un anno  del IV secolo a.C.

## Eventi
- Battaglia del monte Ecnomo - Il generale cartaginese Amilcare sconfigge il tiranno di Siracusa Agatocle.
- Assedio reciproco tra Cartagine e Siracusa
- Roma
  - Consoli Gaio Giunio Bubulco Bruto III e Quinto Emilio Barbula II

## Morti
- Alessandro IV di Macedonia, sovrano macedone antico (n. 323 a.C.)